# Чечель Дмитро Васильович
Дмитро́ Васи́льович Че́чель (*?, Чечельник — †12 листопада 1708, Глухів) — український військовий діяч. Походив зі старої української шляхти Брацлавщини (Брацлавський повіт, тепер територія Вінницької та частини Хмельницької області), охочепіхотний (сердюцький) полковник (з 1696). Його нащадком був Павло Васильєв-Чечель, а також Йосип Дмитрович Чечель.
Брав участь у Північній війні (1700—1704). Керівник оборони Батурина під час його облоги Меншиковим. Був поранений і потрапив у полон до росіян. Страчений (колесований) у Глухові 12 листопада 1708 року, перед тим підданий катуванням.

## Біографічні відомості
Чечелі належали до старовинного роду литовської шляхти Судимонтовичів із Хожви. Пращур Чечелів дістав у 1434 р. від Сигізмунда Кейстутовича Хожовську волость у Віленському воєводстві. Батько Дмитра — Василь Семенович із Брацлавського воєводства — належав до покозаченої шляхти, яка трималася політичної програми Івана Виговського. Д.Чечель отримав освіту у Польщі.
Чечель розпочав свою військову службу сердюком і приблизно у 1674 році разом з товаришами та ріднею перебрався на Лівобережжя. 

Сходження Дмитра Чечеля у коло старшинської еліти розпочалося на Коломаку. Він бере участь у виборах І.Мазепи і згадується в переліку осіб, які підписали статті новообраного гетьмана Івана Мазепи, і як «породний шляхтич православний» після перевороту 1687 року став дворянином, гетьмана знатним військовим товаришем та особою, наближеною до нього.
За правління І. Мазепи кар'єра Чечеля досягла свого найвищого піднесення. Увійшовши до кола найближчих гетьманських "конфідентів", сердюцький полковник мав велику довіру з боку регіментаря й був посвячений у його найпотаємніші плани. У сумнозвісному доносі Кочубєя йшлося про те, що сердюки Чечеля, як особиста варта гетьмана, були задіяні у підготовці до замаху на Петра І.
Найвірогідніше, після смерті С. Яворського, десь із серпня 1695 року, він стає полковником сердюцького полку (існує документ, що ще 19 квітня 1695 р. Андрій Гамалія купив у знатного військового товариша Дмитра Чечеля двір у Погарі).
Поширення влади гетьмана І.Мазепи на Брацлавське воєводство дозволило коменданту столичного Батурина Д.Чечелю 25 серпня 1704 року увійти до спадкових володінь котрі знаходились на територіях Вінницького та Брацлавського полків. Мав садибу в селі Тростянка, що лежало на шляху з Батурина до Борзни. Урочище поблизу с. Пальчики й досі має назву «Чечелів сад».

## Участь у бойових діях
1696 р. гетьман Мазепа доручив Чечелю вирушити з полком для захисту південного кордону від очікуваного набігу кримчан на українські міста після взяття Азова. 28 жовтня 1696 року Мазепа повідомив царя, що

| «самий лучший полк серденяцкий з полковником Дмитрием Чечелем послан в таванский город». У його складі було 500 чоловік. |

Особливо відзначився Дмитро Васильович як полководець у ліфляндських кампаніях Північної війни, зокрема в обороні Печорського монастиря (1701 р.)

### Оборона Батурина
У жовтні — листопаді 1708 р. сердюцький полковник Д.Чечель очолив оборону гетьманської столиці. Незважаючи на царський указ

| «господину полковнику Чечелю в тот замок немедленно великороссийских людей впустить и обіце со оньїм в наступление неприятельское отпор чинить», |
він не відкрив ворота перед вояками Меншикова, виявив мужність при захисті Батурина. 2 листопада, в результаті зради, війська Московії вдерлися у місто й жорстоко поквиталися з оборонцями та місцевим населенням. 12 листопада 1708 року, у Глухові, Чечеля було страчено.
Лизогубівський літопис так зображував ці події :

| „много тамъ людей пропало отъ меча, понеже збЂгъ былъ отъ всЂхъ селъ. Много жъ на СеймЂ потонуло людей, утекаючи черезъ ледъ еще не крЂпкій, много и погорЂло, крившихся по хоромахъ, въ ліохахъ, въ погребахъ, въ ямахъ, где паче подушилися, а на хоромахъ погорЂли, ибо хотя и вытрубленіе було — престать отъ кровопролитія, однакъ выходящихъ отъ покрытія войско заюшеное, а паче рядовые солдаты, понапившися, кололи людей и рубали, |

## Вшанування
У містечку Чечельник, котрим за життя володів полковник Дмитро Чечель, йому було встановлено пам'ятник. Скульптор — М. Крижанівський. Про події часу оборони Батурина Богдан Лепкий написав цикл історичних повістей «І. Мазепа» — «Батурин» (Київ-Лейпціг, 1927).
26 листопада 2015 року розпорядженням в. о. міського голови від 26 листопада 2016 р. № 897-р «Про перейменування топонімів м. Дніпропетровська» у рамках декомунізації Красногвардійський район Дніпропетровська перейменований на Чечелівський.